# Oignies (Belgique)
Pour les articles homonymes, voir Oignies.
Oignies est un hameau belge de la commune d’Aiseau-Presles situé en Région wallonne dans la province de Hainaut, en bord de Sambre, près de Tamines.
Oignies est surtout connu pour son ancien prieuré aujourd'hui en cours de restauration.

## Patrimoine
- Le prieuré d'Oignies est passée dans l'histoire car il donna son nom au célèbre orfèvre mosan, Hugo d'Oignies, et à la sainte religieuse mystique, Marie d'Oignies. Aujourd'hui l'ancienne abbaye est en cours de rénovation pour devenir une maison de retraite.
- Les ossements de Jacques de Vitry, évêque, écrivain et confesseur de la mystique Marie d'Oignies se trouvent dans l’église du hameau.
- Les glaceries d'Oignies furent fondées en 1839 par François Houtart-Cossée dans les bâtiments de l'ancienne abbaye. Premières glaceries de Belgique, et innovantes dans la technique du verre, elles eurent un grand essor et occupèrent jusqu'à un millier de personnes. Révolutionnaires également dans l'attention sociale portée aux travailleurs elles furent reprises par les Glaceries Saint-Roch en 1927. Toute activité industrielle cessa en 1956.

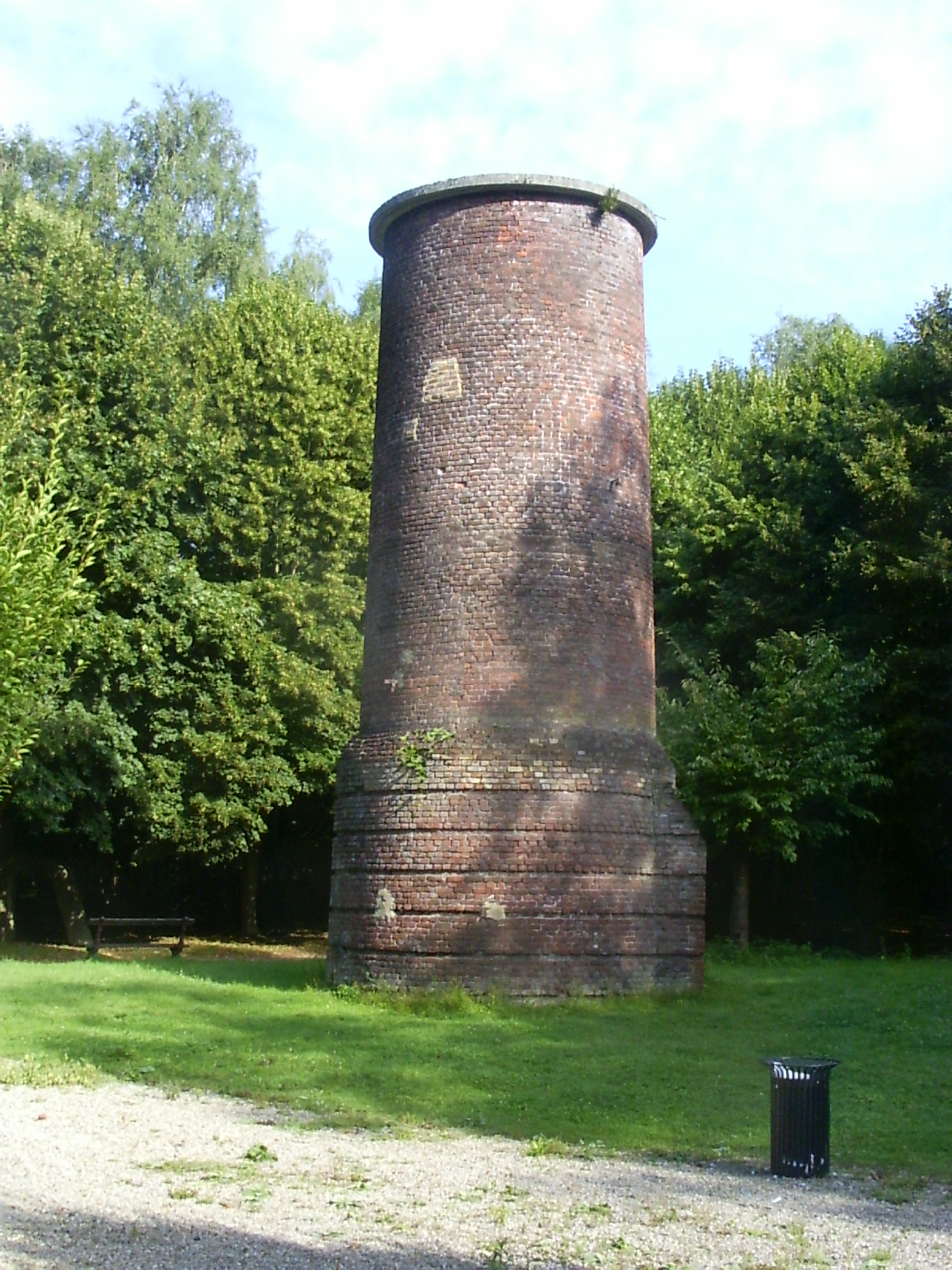
Vestige (cheminée?) de l'ancienne glacerie.
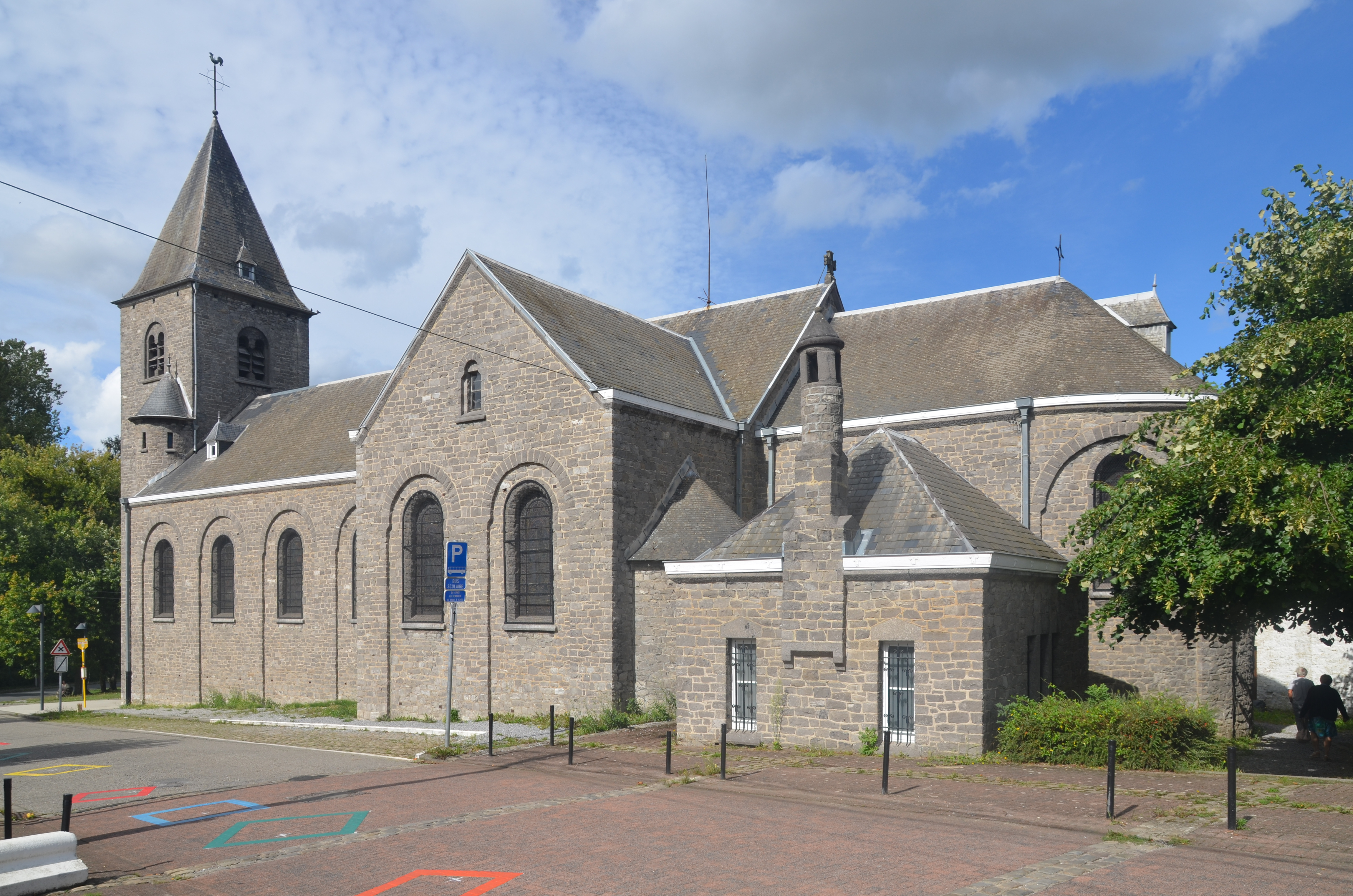
Église Sainte-Marie-d'Oignies.
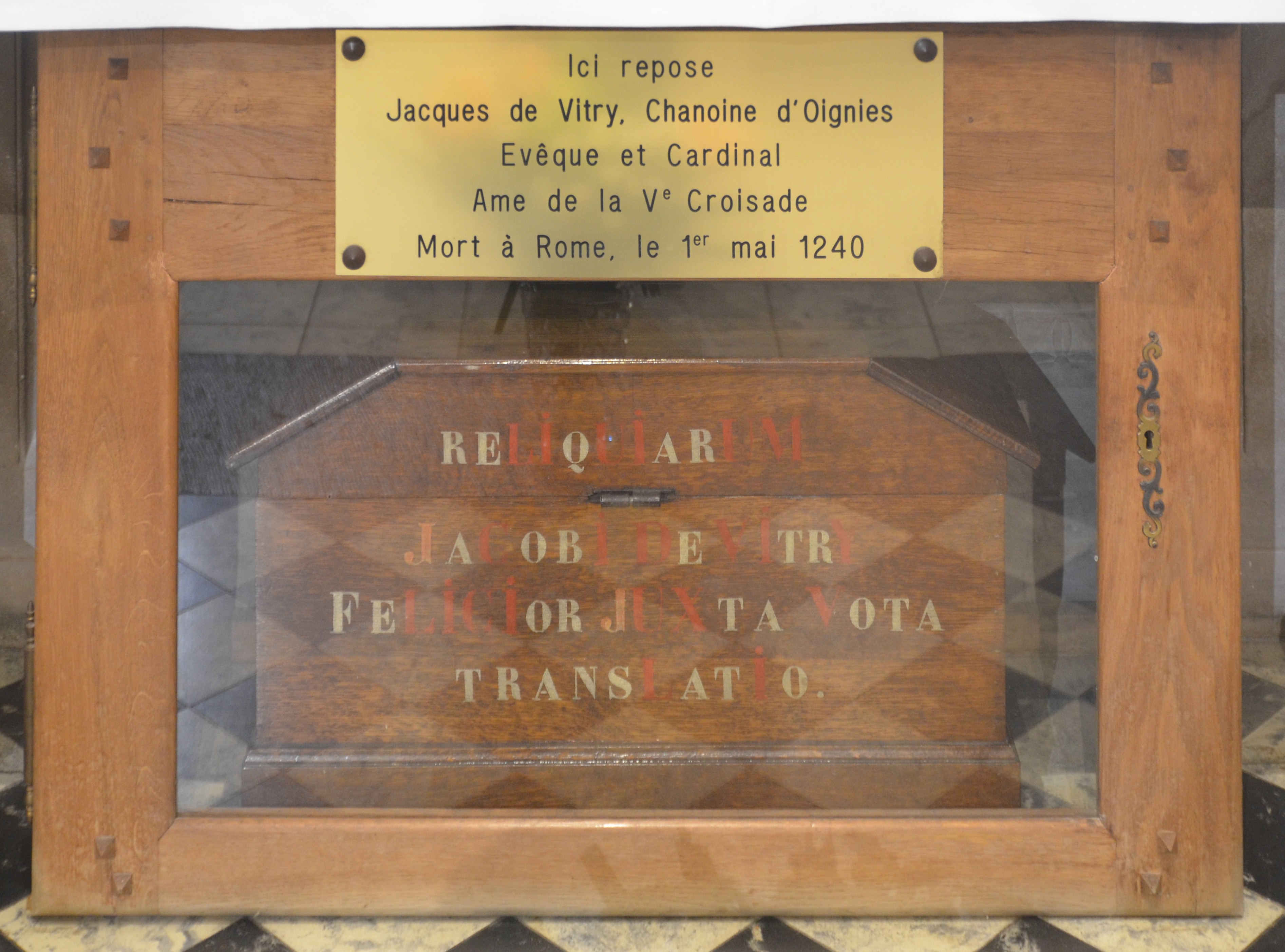
Reliquaire de Jacques de Vitry.